# اللبن (بلدة)
اللبن بلدة أردنية تقع ضمن محافظة العاصمة تبعد حوالي 12 كم إلى الجنوب الشرقي من العاصمة عمان وهي ضمن حدودالعاصمه.
ويبلغ عدد سكانها حوالي 10000 نسمة.أجزاء من اللبن مزروعة باشجار الزيتون وطبيعة البلدة السائدة هي شبه صحراوية، الطريق المؤدية إليها تتميز بشوارعها العريضة مـخدومة بالإنارة الكهربائية، يوجد على الطريق المؤدية للبلدة وفي داخل البلدة قصور عديدة. في السنوات الأخيرة وبعد عام 2000 شهدت منطقة جنوب عمان نشاطا معماريا كبيرا مما أسهم بشكل كبير على تطور المنطقة وأزدياد الطلب على أراضي اللبن والمناطق المحيطة بها. معظم سكان اللبن من عشيرة الفايز وهم فخذ من بني صخر .وهي منطقة امنة. وخرج منها وزراء ونواب. وغير صحيح ما يشاع عنها انها غير امنة.